# 佩羅瑞
在托爾金（J. R. R. Tolkien）小說裡，佩羅瑞（Pelóri）山脈是阿門洲的山脈，山脈把維林諾（Valinor）及艾爾達瑪灣（Eldamar）隔開，佩羅瑞以外還有阿瑞曼（Araman）及阿維塔（Avathar）地區。泰尼魁提爾山是佩羅瑞最高的山峰，曼威（Manwë）的居所。曼督斯神殿（Halls of Mandos）似乎位於佩羅瑞山脈的北麓。